# ستروثيوميمس
الستروثيوميمس (Struthiomimus، يعني "مُقلِّد النعام") هو جنس من الديناصورات عاش خلال فترة الطباشيري المتأخر في أمريكا الشمالية. كانت الالستروثيوميمس ديناصورات طويلة الأرجل ثنائيات الحركة تشبه النعام لها مناقير بلا أسنان، النوع النمطي هو الستروثيوميمس ألتوس وهو واحد من الديناصورات الصغيرة الأكثر شيوعًا في منتزه الديناصور الإقليمي، تشير وفرة هذه الحيوانات إلى أنها كانت عاشبة أو قارتة بدلًا من كونها آكلات اللحوم صرفة.